# Hansenius kilimanjaricus
Hansenius kilimanjaricus är en spindeldjursart som beskrevs av Beier 1962. Hansenius kilimanjaricus ingår i släktet Hansenius och familjen tvåögonklokrypare. Inga underarter finns listade i Catalogue of Life.